# Centre Georges-Vézina
Das Centre Georges-Vézina ist eine Mehrzweckhalle im Arrondissement Chicoutimi der kanadischen Stadt Saguenay, Provinz Québec. Sie bietet eine Kapazität von maximal 4.724 Personen. In der Arena tragen die Chicoutimi Saguenéens, ein Eishockeyteam der Ligue de hockey junior majeur du Québec (QMJHL) ihre Heimspiele aus.

## Geschichte
Die Halle wurde 1949 unter dem Namen Colisée de Chicoutimi eröffnet und wurde später nach dem in Chicoutimi geborenen Georges Vézina (1887–1926), dem langjährigen Torhüter der Canadiens de Montréal, benannt. 2008 unterzog man die damals fast sechzig Jahre alte Halle einer umfangreichen Renovierung. Außerdem besitzt die Arena eine Eisfläche mit olympischen Abmessungen.

## Galerie

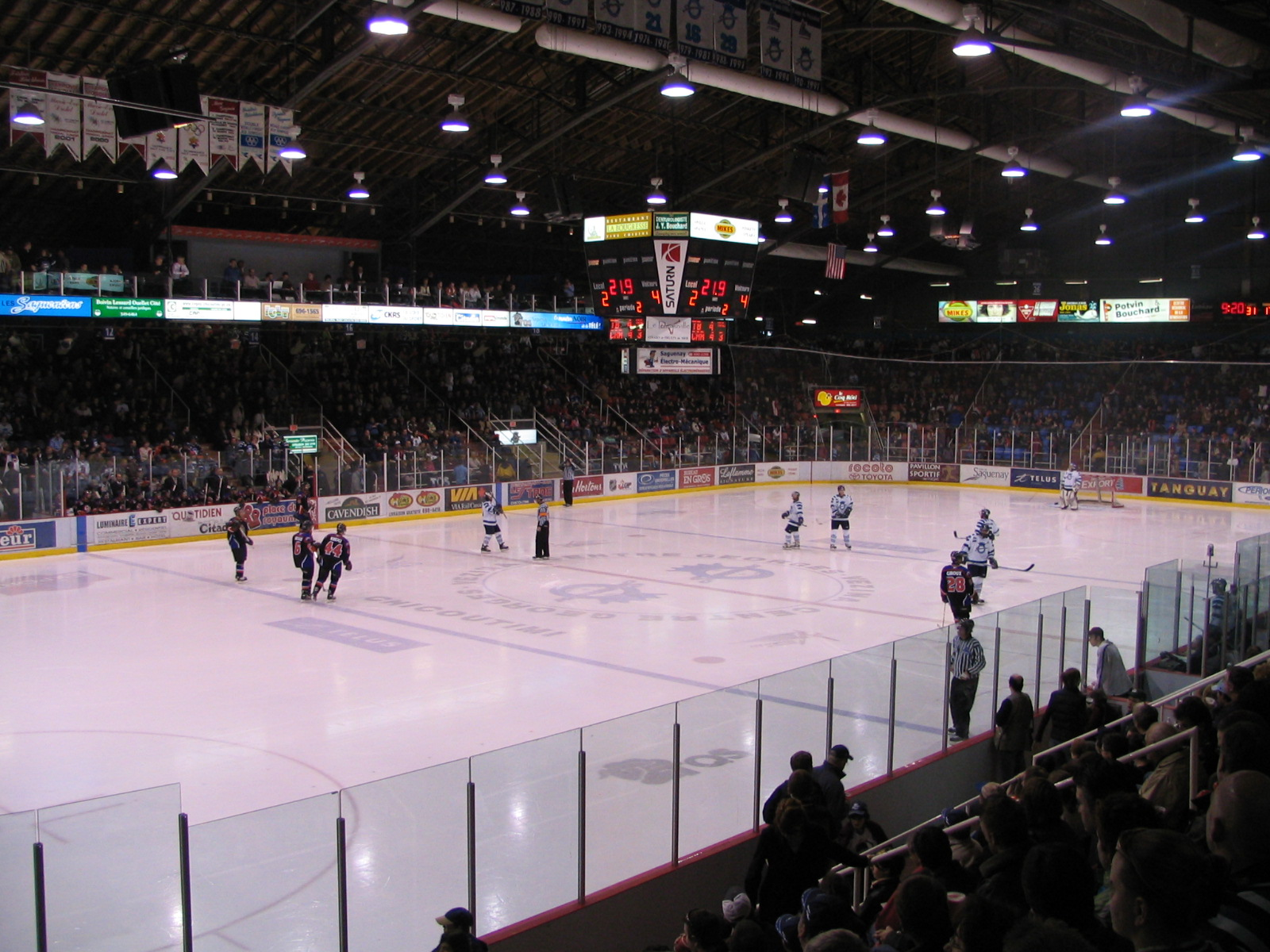
Das Centre Georges-Vézina bei einem Heimspiel der Chicoutimi Saguenéens (2006)
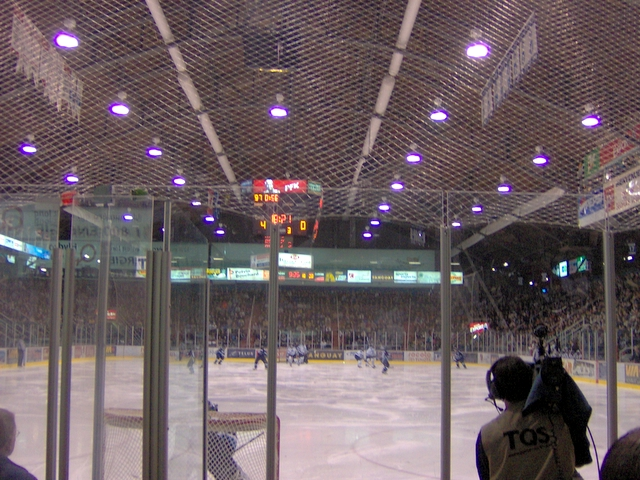
Innenaufnahme bei einem Spiel der Saguenéens gegen die Océanic de Rimouski (2006)
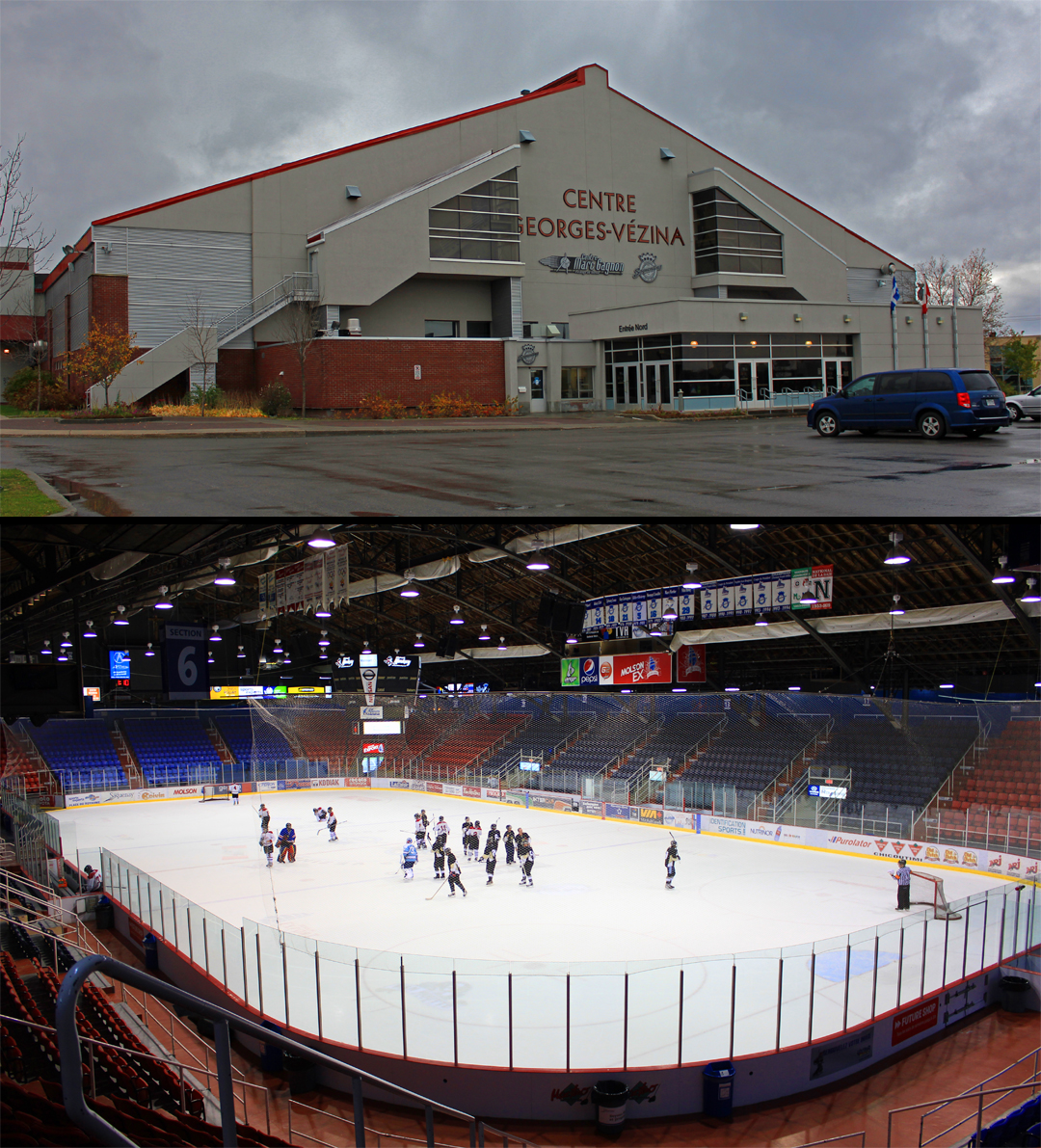
Ansichten von innen und außen (2011)